# Ластовенко, Борис Яковлевич
Борис Яковлевич Ластовенко (род. 25 июня 1946 года в с. Старомайорское) — советский и украинский русскоязычный поэт. Член Национального союза писателей Украины (1975).

## Биография
Борис Ластовенко родился в селе Старомайорское, Великоновосёлковский район. Ещё в детстве Ластовенко остался без родителей: отец бросил семью, а мать умерла — его воспитывали дедушка с бабушкой.
В 1971 году окончил Литературный институт им. М. Горького. После института Ластовенко работал в газете «Путь коммунизма», отслужил в армии на реактивной батарее. Работал в «Комсомольце Донбасса», с 1980 года десять лет отработал в журнале «Донбасс» и ещё 15 лет был редактором отраслевой газеты связи «Депеша».
Пишет на русском языке. Автор поэтических книг «Осокори», «Русла памяти», «Дозор», «На белом лугу», «Липы в шахтерском поселке», «Годовые кольца», книги рассказов «Снежница». Основные мотивы творчества — крестьянский и шахтёрский труд, история и современность родного края, красота его природы. Его произведения переведены на английский, французский, немецкий, азербайджанский языки, положены на музыку.
Лауреат премий имени Н. Островского, имени Б. Горбатова (1975), имени А. Стаханова (1985). Почётный гражданин села Старомайорское (2010).
Жена, Вера Павловна Беспощадная, дочь советского поэта Павла Григорьевича Беспощадного (1895—1968), автора крылатого выражения «Донбасс никто не ставил на колени».

## Работы
- «Осокори» (1969),
- «Дозор» (1974),
- «Русла памяти» (1977),
- «На белом лугу» (1983),
- «Обжитые гнезда» (1987),
- «Ледостав» (1990);
- Сборник рассказов «Снежница» (1980);
- Книга «Годовые кольца» (1998).